# Keretapi Tanah Melayu
Keretapi Tanah Melayu, généralement désignée par son acronyme KTM, (Jawi: كريتاڤي تانه ملايو رحد) est  la compagnie nationale des chemins de fer de la Malaisie. Son réseau long de 1 667 km est à voie métrique. Il est constitué principalement par deux lignes qui traversent la Malaisie péninsulaire de bout en bout et relient le pays d'une part à Singapour au sud d'autre part à la Thaïlande. Le réseau est en partie électrifié en 25 kV. Il assure à la fois un trafic voyageurs intercités et dessert la banlieue de la capitale Kuala Lumpur. Il transporte également du fret. Sa part modale modeste devrait s'accroitre dans les années 2020 grâce à la construction de deux nouvelles lignes lancées en 2017 : d'une part une ligne à grande vitesse de 350 km entre la capitale Kuala Lumpur et Singapour et d'autre part une ligne longue de plus de 600 km destinée à désenclaver la côte est.

## Historique

### La constitution du réseau (1886-1930)
La première ligne du réseau de chemin de fer malaisien reliant Kuala Lumpur et Keluang est construite mise en service par l'occupant anglais en 1886. Par la suite plusieurs états de la fédération de Malaisie comme Selangor et Malacca construisent leurs propres lignes. Une compagnie, la FMSR (Federated Mamays States Railway), fédérant ces différents réseaux est créée en 1901. La connexion au réseau ferré du royaume de Siam (aujourd'hui Thaïlande) est réalisée en 1909 tandis qu'à l'autre extrémité du pays le port de Singapour est relié en 1923 grâce à une digue franchissant le détroit de Johor. Avec l'achèvement de la ligne Germas-Trempat en  1930 le réseau atteint son extension maximale. Dès cette époque la qualité de la desserte voyageurs atteint des standards européens.
Le réseau est entièrement à voie métrique. Sa construction est facilitée par la nature du terrain relativement plat dans les régions traversées : le point le plus haut du réseau est à 146 mètres au-dessus du niveau de la mer et le tunnel le plus long atteint 713 mètres. La Malaisie est sillonné de petits cours d'eau qui nécessitent de nombreux ponts de petite taille. Le pont le plus long franchit le Kelatan au Nord-est du pays grâce à 5 arches de 76 mètres et 5 de 45 mètres. La voie est constituée de rails de type « Vignole » de 30 à 40 kg/m. La vitesse est généralement limitée à 70 km/h. La charge par essieu admise est de 12,75 tonnes. Les locomotives à vapeur utilisées au début des années 1900 sont des 230. Elles sont remplacées par des Pacific 231. à compter des années 1910. Les plus performantes de ces locomotives disposent de trois cylindres et d'une distribution à soupapes.

### De la vapeur au diesel
Durant l'occupation japonaise 252 des 526 kilomètres de la ligne de la côte est sont démontés par l'occupant pour construire la Voie ferrée de la mort qui relie le Siam à la Birmanie. La ligne n'est de nouveau opérationnelle qu'en 1951. Un petit embranchement vers Butterworth, comportant un pont tournant, est inauguré en 1967. La proclamation de l'indépendance de la Malaisie en 1957 n'entraine aucun changement majeur. En 1965 Singapour quitte la fédération de Malaisie et des formalités douanières sont désormais imposées à Johore Bharn, dernier arrêt avant la ville-état. À compter des années 1950 les locomotives à vapeur sont progressivement remplacées par des locomotives diesel. Les premières sont des Co-Co d'English Electric (Classe 20) livrées à partir de 1957. Le réseau malais est un des derniers dans le monde à conserver 3 classes pour les voyageurs.

### Électrification et doublement des voies (2000-2015)

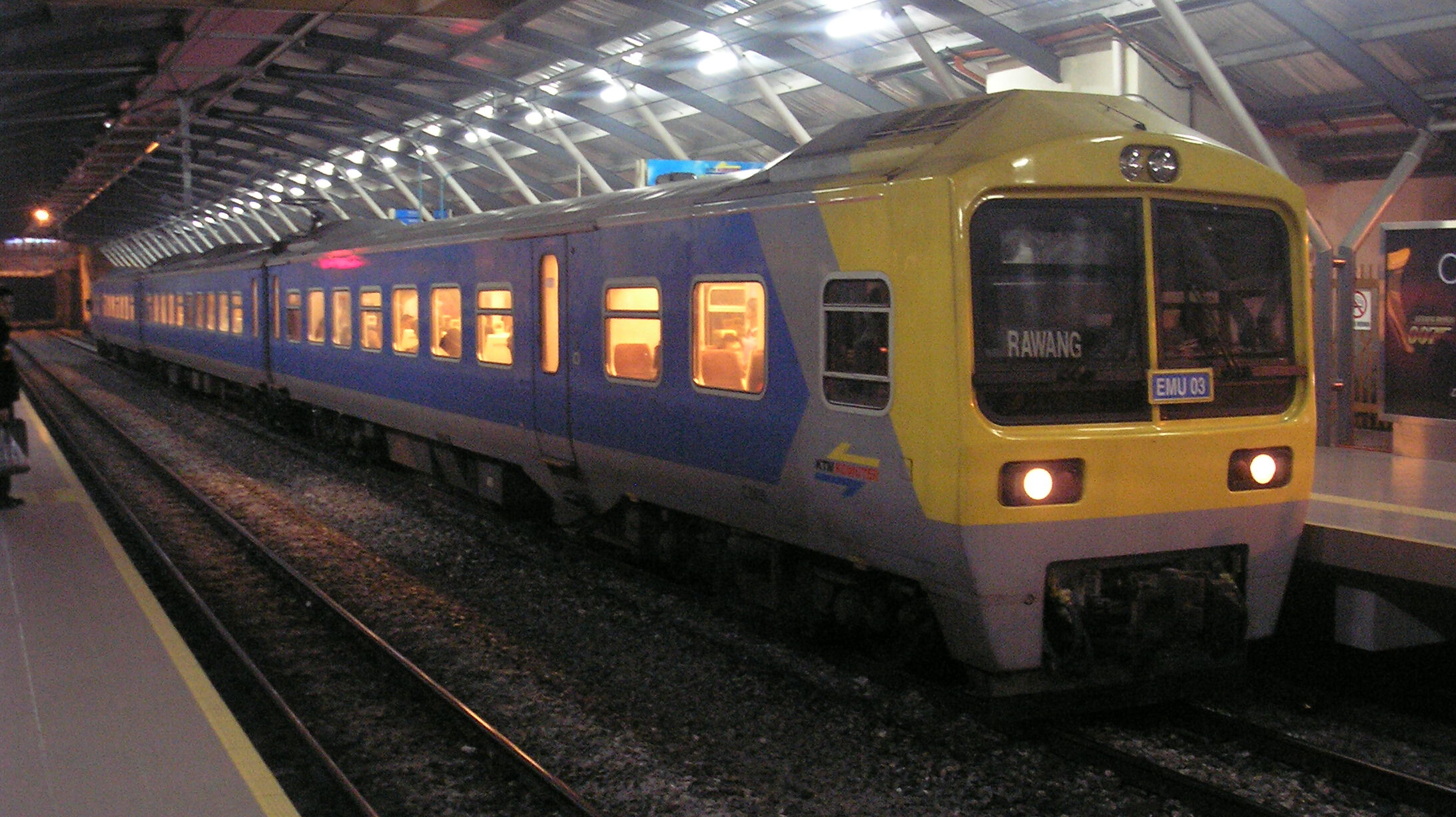
Train assurant la desserte banlieue de Kuala Lumpur à la station Mid Valley.

Après une longue période de stagnation des investissements dans le réseau ferré, l'état malais décide au début des années 1990 de moderniser les lignes existantes. Plusieurs tronçons sont renforcés :  passage à la double voie de Rawang – Seremban (1990- 1994), de la ligne Kuala Lumpur–Port Klang y compris l'antenne vers Subang et Sentul (1991-1994). En 1992 KTM devient une société de droit privé mais elle reste complètement détenue par l'état malais. En 1993 le gouvernement dégage le budget permettant d'entamer l'électrification des lignes de banlieue desservant la capitale. L'année suivante KTM acquiert ses premières automotrices électriques (18 rames de Classe 81) et entame la reconstruction de la gare centrale de Kuala Lumpur. Le nouveau service de banlieue KTM Komuter est progressivement ouvert en 1995. En 2001 le gouvernement décide de mettre un terme à la privatisation de la compagnie de chemin de fer car celle-ci est un échec : KTM ne gagne de l'argent que sur le trafic du fret mais en perd beaucoup plus dans le transport de voyageurs que ce soit sur le réseau intercités ou banlieue.
L'électrification et le doublement des voies de la ligne ouest, la plus fréquentée, sont entamés au cours des années 2000. Les tronçons suivants sont successivement traités : Rawang - Ipoh (179 km) entre 2001 et 2008, Seremban-Gemas (102 km) entre 2008 et 2013 et Ipoh-Padang Besar (329 km) entre 2008 et 2014. Pour le tronçon sud Gemas-Bathru un projet plus ambitieux impliquant la construction d'une nouvelle ligne est envisagé et sera finalement décidé en 2017.

## Réseau
Le réseau KTM qui a une longueur de 1 667 km est principalement composé de deux lignes : la ligne de la côte ouest qui longe à plus ou moins grande distance le détroit de Malacca et  la ligne de la côte est qui se débranche de la première ligne dans le sud du pays à Gemas puis remonte au nord jusqu'à la frontière thaïlandaise en passant au centre de la péninsule.  Le réseau KTM est entièrement concentrée dans la Péninsule Malaise et ne comprend aucune ligne dans l'île de Bornéo.

### Ligne de la côte ouest

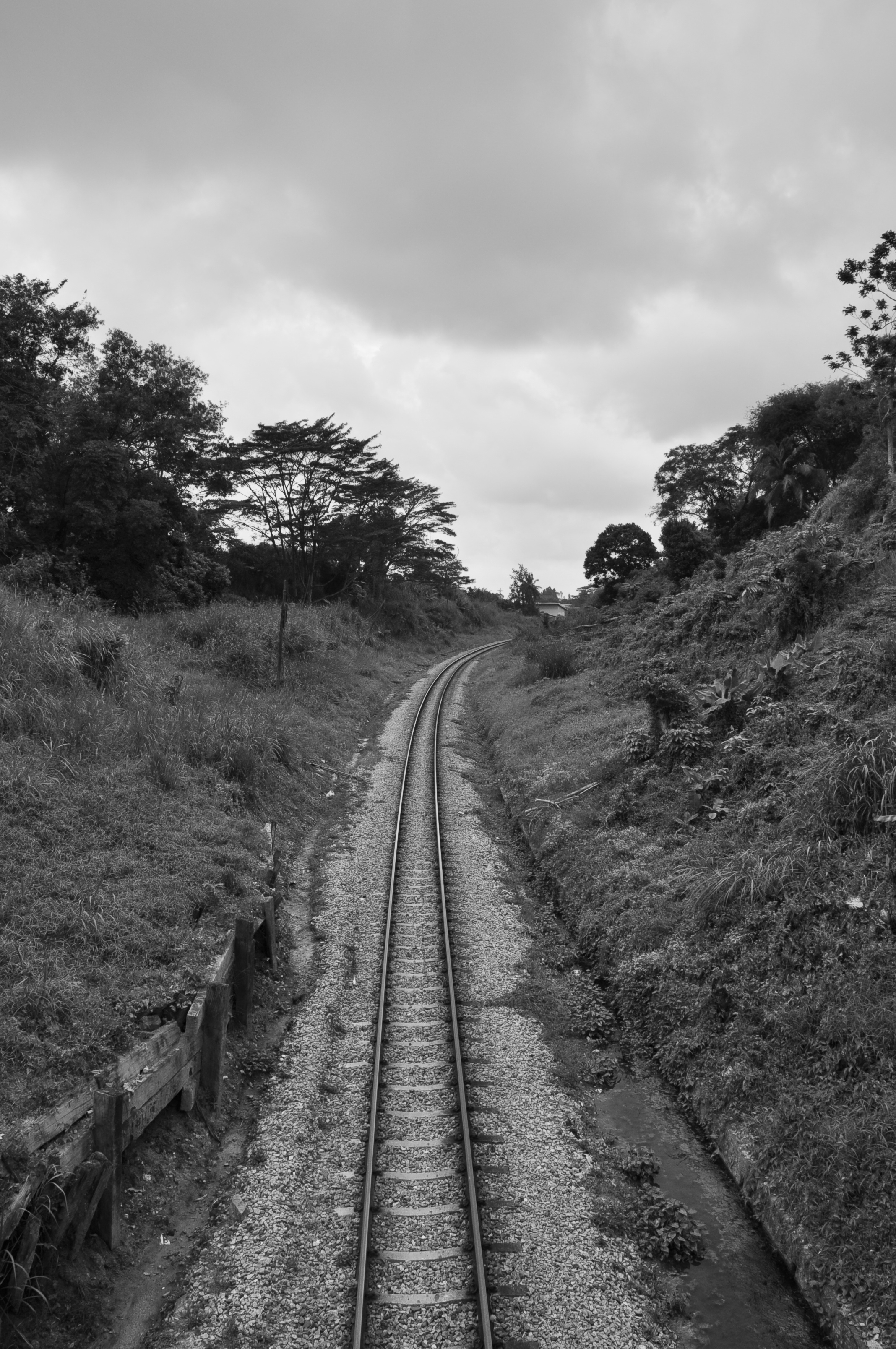
La ligne à voie métrique unique vers Johor Bahru.

La ligne de la côte ouest longue de 1 151 kilomètres est la principale ligne du réseau. Elle relie Padang Besar  dans l'état de Perlis située  au nord à la frontière avec la Thaïlande à Woodlands Train Checkpoint (Johor Bahru) au sud à la frontière avec Singapour. Elle longe la côte ouest où se concentre la majeure partie de la population de la Malaisie. Elle dessert successivement du nord au sud les villes de Alor Setar (400 000 habitants), Sungai Petani (450 000 hbts), Taiping (250 000 hbts), Ipoh (650 000 hbts), la capitale du pays Kuala Lumpur, Kajang (350 000 hbts), Seremban (550 000 hbts), Kulai (230 000 hbts) et Johor Bahru (500 000 hbts).
La ligne comprend une section principale modernisée, une section méridionale à simple voie et des antennes courtes la reliant à des cités portuaires ou des agglomérations situées à l'intérieur du pays. La section principale allant de Padang Besar à Gemas (point de jonction avec la ligne de la côte est) est longue de 758 km. Elle a été progressivement entièrement électrifiée en 25 kV et mise à double voie au cours des années 2000 et 2010. La tronçon méridional  Gemas - Johor Bahru, au sud du pays, est long de 179 kilomètres et est à voie simple et non électrifiée. Sa section finale traverse le détroit de Johor sur la chaussée Johor-Singapour et s'achève en territoire singapourien. Cette partie la ligne devrait être doublée par une ligne à grande vitesse dont l'achèvement est prévu au milieu des années 2020. La ligne comprend également plusieurs antennes. Deux de celles-ci, Putra-Grottes de Batu et l'antenne vers Port Kelang longue de 43 kilomètres, font partie intégrante du système de transport en commun de la capitale Kuala Lumpur. Une troisième antenne, longue de 11,5 km, assure la desserte de la ville côtière de Butterworth.

### Ligne de la côte est
La ligne de la côte est longue de 528 kilomètres et se débranche de la ligne précédente à Gemas. Elle remonte vers le nord en passant par l'intérieur des terres et en traversant des régions faiblement peuplées souvent couvertes de jungle. Son terminus se situe à la gare de Tumpat à la frontière de la Thaïlande. Elle dessert relativement peu d'agglomérations importantes en dehors de Kota Bharu une agglomération d'un demi million d'habitants située tout au nord près de la frontière thaïlandaise. La ligne est à voie unique et n'est pas électrifiée.

## Matériel roulant

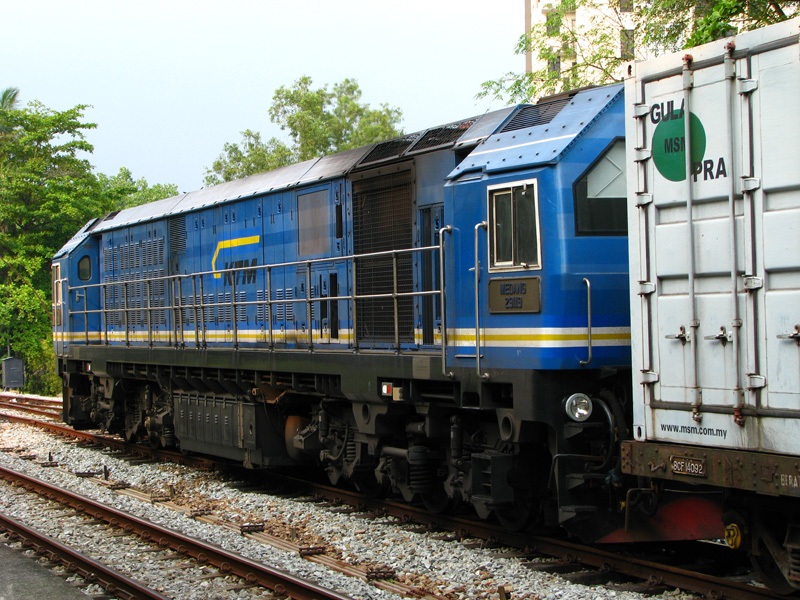
Locomotive diesel de classe 29.

Le matériel roulant détenu directement par la société comprenait en 2016 : 
- 85 locomotives diesel aux origines très variables dont les plus récentes les modèles KTM classe 26 et KTM classe 29, d'origine respectivement allemande et chinoise, ont une puissance de 2 600 kW, ces locomotives sont principalement utilisées pour tirer les trains de fret et de manière plus marginale assurer un trafic voyageur sur les portions de ligne non électrifiées ;
- 72 automotrices électriques également d'origine diverses assurant l'essentiel du trafic voyageur dont les modèles les plus récents sont les KTM classe 93 et KTM classe 92 d'origine chinoise ;
- 138 voitures de chemin de fer, totalisants 7 980 places voyageurs ;
- 2 863 wagons dont 2 615 wagons plats.

## Trafic
La part de marché du fer dans les moyens de transport est faible. En 2017 le trafic fret est relativement stable tandis que le trafic voyageurs est en forte croissance grâce aux retombées de l'électrification de la ligne de la côte ouest et à la mise en place du réseau de transports en commun lourd autour de la capitale Kuala Lumpur.

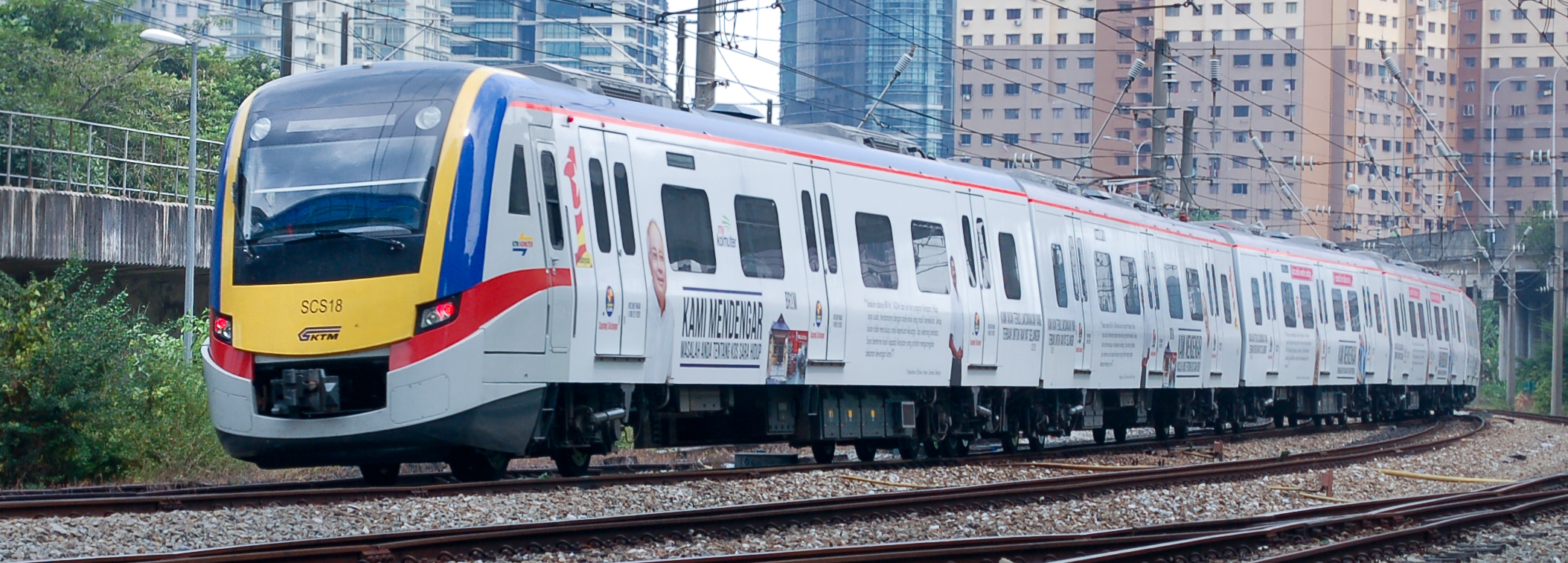
Automotrice classe 92.

| Service                            | ~1980             | ~1980                      | 1999   | 1999         | 2007   | 2007         | 2016   | 2016         |
| ---------------------------------- | ----------------- | -------------------------- | ------ | ------------ | ------ | ------------ | ------ | ------------ |
| Voyageurs grandes lignes           |                   |                            |        |              |        |              |        |              |
|                                    | Nombre (millions) | Voyageurs x km (milliards) | Nombre | Voy.x km.    | Nombre | Voy.x km.    | Nombre | Voy.x km.    |
| Intercités                         | 6                 |                            | 4,34   | 1,31         | 3,71   | 1,31         | 2,79   | 0,27         |
| ETS                                | -                 | -                          | -      | -            | -      | -            | 3,57   | 0,97         |
| Voyageurs banlieue de Kuala Lumpur |                   |                            |        |              |        |              |        |              |
| KTM                                | -                 | -                          | -      | -            | 36     | -            | 41     | -            |
| Fret                               |                   |                            |        |              |        |              |        |              |
|                                    | Tonnes (millions) | Tonnes x km (milliards)    | Tonnes | Tonnes x km. | Tonnes | Tonnes x km. | Tonnes | Tonnes x km. |
| Fret                               | 3,79              | 0,42                       | -      | -            | 4,67   | 1,35         | 5,99   | 1,39         |

## Projets d'extension (2017)
En 2017 deux chantiers majeurs réalisés avec des capitaux chinois sont en cours.

### East Coast Rail Line (ECRL)

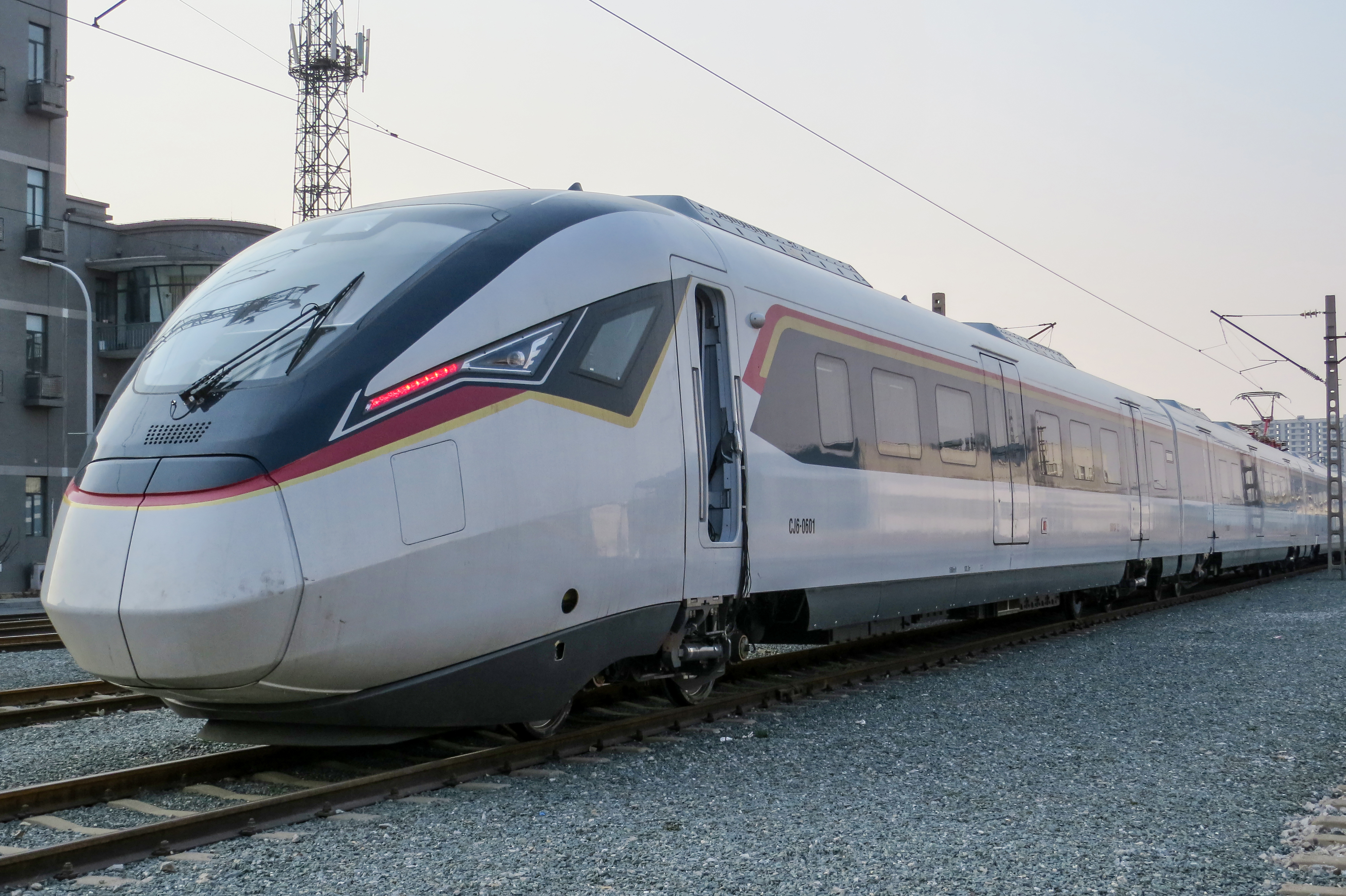
Le constructeur chinois CRRC Zhuzhou propose l'automotrice électrique CJ6 comportant 11 voitures pour assurer la desserte voyageur de l'ECRL.

Le projet East Coast Rail Line (en abrégé ECRL) est une nouvelle ligne de 620 km à double voie et électrifiée qui, partant de Trumpat à la frontière avec la Thaïlande, longe la côte est de la Malaisie jusqu'au port de Kuantan puis traverse la péninsule jusqu'à port Kelang situé sur la côte ouest le long du détroit de Malacca. Le projet doit permettre de désenclaver l'est de la Malaisie en la reliant au reste du pays. La section comprise entre Kuantan et Port Klang longue de 260 km fournit une route alternative pour le fret venant de Chine en reliant les deux ports et en évitant de passer par Singapour. Kuantan et la nouvelle voie remontant vers le nord fournit une nouvelle route permettant au fret chinois d'atteindre le marché de l'Asie du sud. Le projet prévoit la construction de 22 gares. La construction de la ligne, dont le coût est évalué à 17,5 milliards US$, est financé à hauteur de 85% par la Chine à travers un prêt à 3,25% de la Banque d'exportation et d'importation de Chine. Le solde est pris en charge par des établissements financiers malais. Le temps de trajet entre les deux terminus est évalué à 4 heures. La ligne dont la construction doit s'achever en 2024, devrait transporter 5,4 millions de voyageurs et 53 millions de tonnes de fret par an vers 2030,.

### Ligne à grande vitesse Kuala Lumpur - Singapour
Ce projet prévoit la réalisation d'une ligne à grande vitesse longue de 350 kilomètres reliant les deux métropoles de la péninsule malaisienne Kuala Lumpur et Singapour. Les études réalisées montrent une forte croissance du trafic entre les deux villes qui est passé de 5,4  à 7,45 millions de passagers par kilomètre et par an entre 2005 et 2011. La ligne nouvelle, sur laquelle circulerait des trains pouvant atteindre la vitesse de 350 km/h, permettrait de relier les deux villes en 1h30 pour les trains directs. Le projet prévoit également la construction de 7 gares intermédiaires situées à Putrajaya, Seremban, Ayer Keroh, Muar, Batu Pahat et Iskandar Puteri. Le terminus à Singapour serait situé à Jurong East. L'acquisition des terrains a commencé courant 2017 et l'achèvement de la ligne est prévu en 2026,,.

## Les  autres réseaux ferrés de Malaisie
D'autres réseaux ferrés existent en Malaisie : La Chemin de fer d’État de Sabah gère l'unique ligne de la Malaisie située dans l'île de Bornéo. Cette ligne située dans l'état de Sabah est longue de 134 km et est à voie métrique. Elle est utilisée pour transporter du fret et des voyageurs. Une partie de la ligne a été fermée et seule la section Sembulan - Tenom desservant quinze gares est opérationnelle. Plusieurs lignes ont été construites au cours des dernières décennies pour desservir l'agglomération de Kuala Lumpur et compléter le réseau ferré existant. Les rames circulent sur une voie à écartement normal et sont toutes alimentées sauf une par troisième rail en 750 volts : la Ligne Kelana Jaya est une ligne aérienne de métro automatique longue de 46,4 kilomètres ; la ligne Ampang et Sri Petalin est une ligne de métro d'une longueur totale de 45,1 kilomètres ; la ligne Sungai Buloh–Kajang est une ligne de métro automatique longue de 51 kilomètres ; le KLIA Ekspres est une ligne de 57 kilomètres reliant sans arrêt intermédiaire le centre de Kuala Lumpur avec l'aéroport de la capitale. Contrairement aux précédents la rame est alimentée par une caténaire en 25 kV.

## Galerie

Images de gares et locomotives
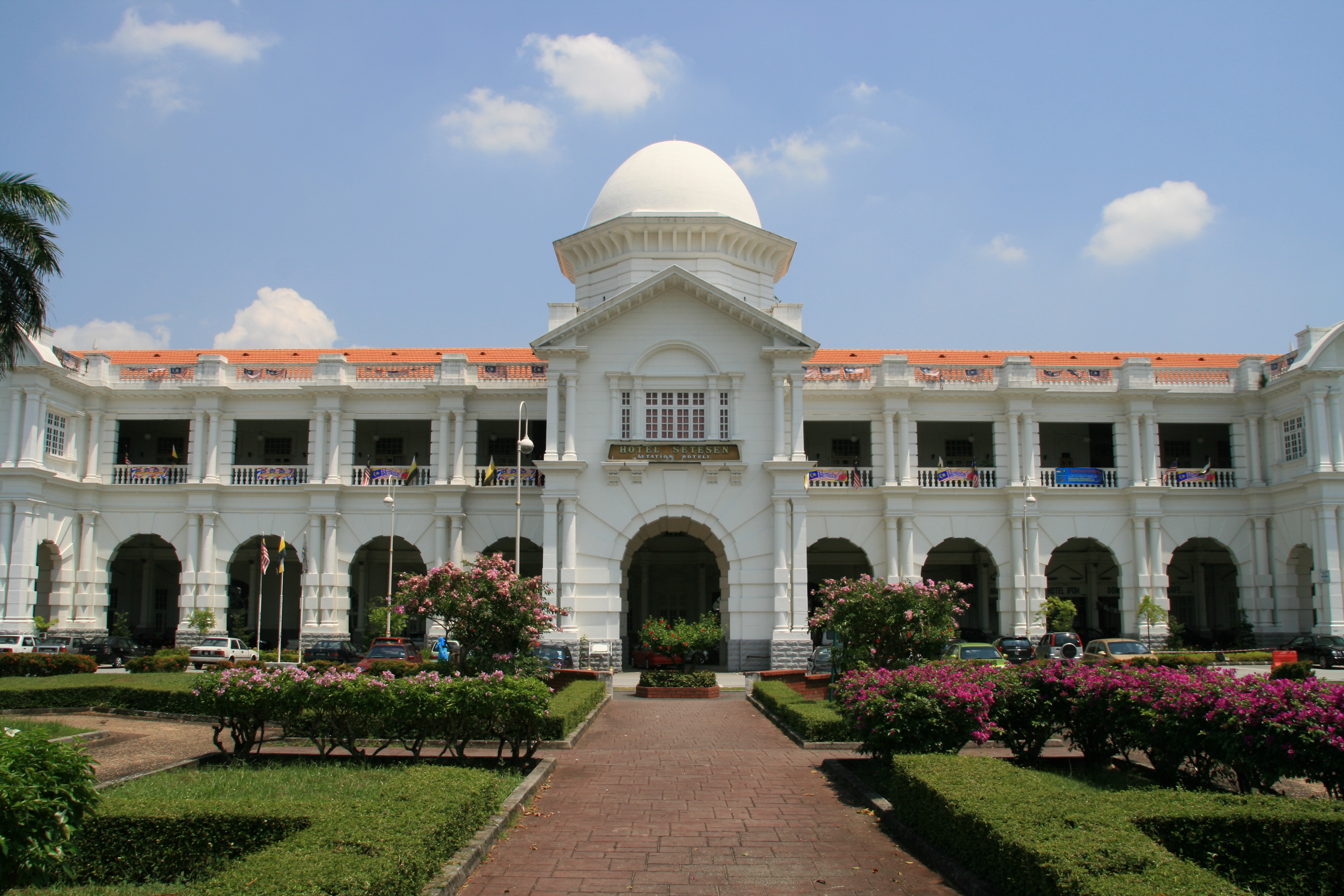
Gare d'Ipoh sur la ligne de l'ouest.
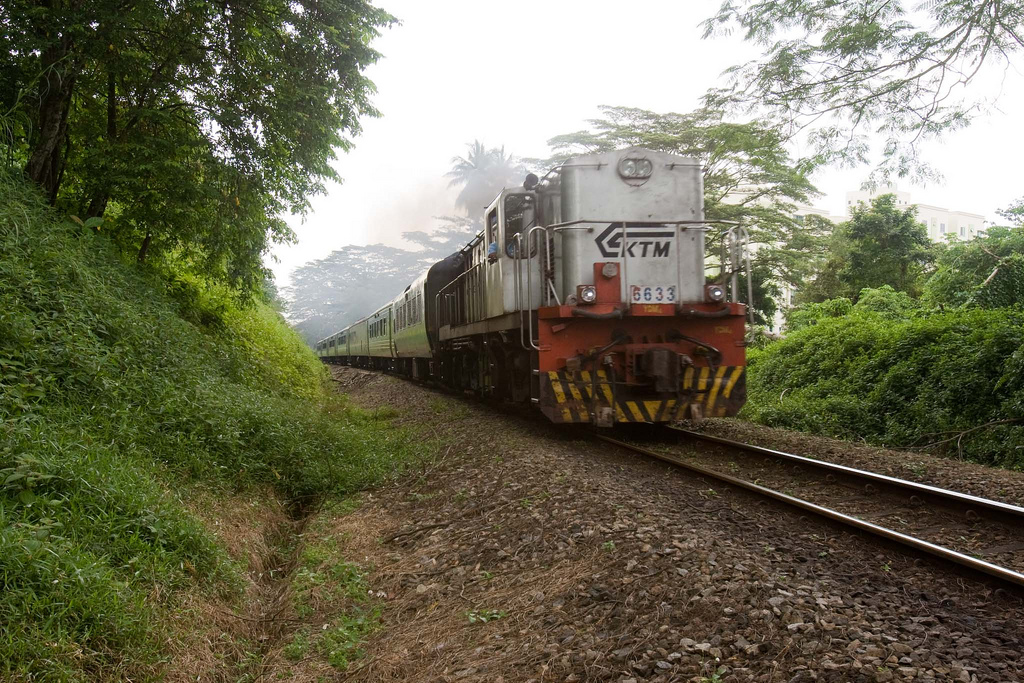
Intercité tractée par une locomotive diesel sur la voie unique au nord de Singapour.
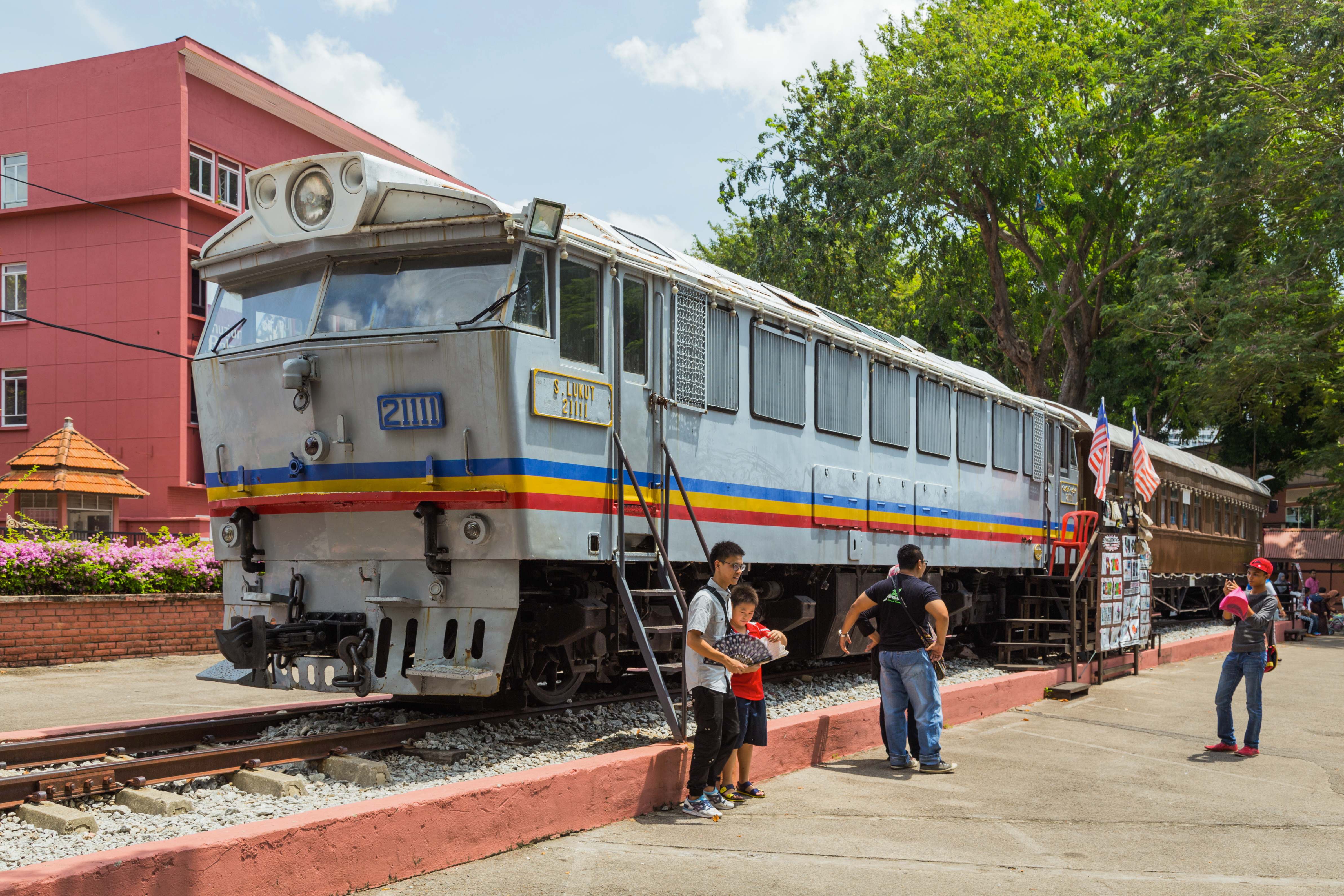
Locomotive diesel classe 21.
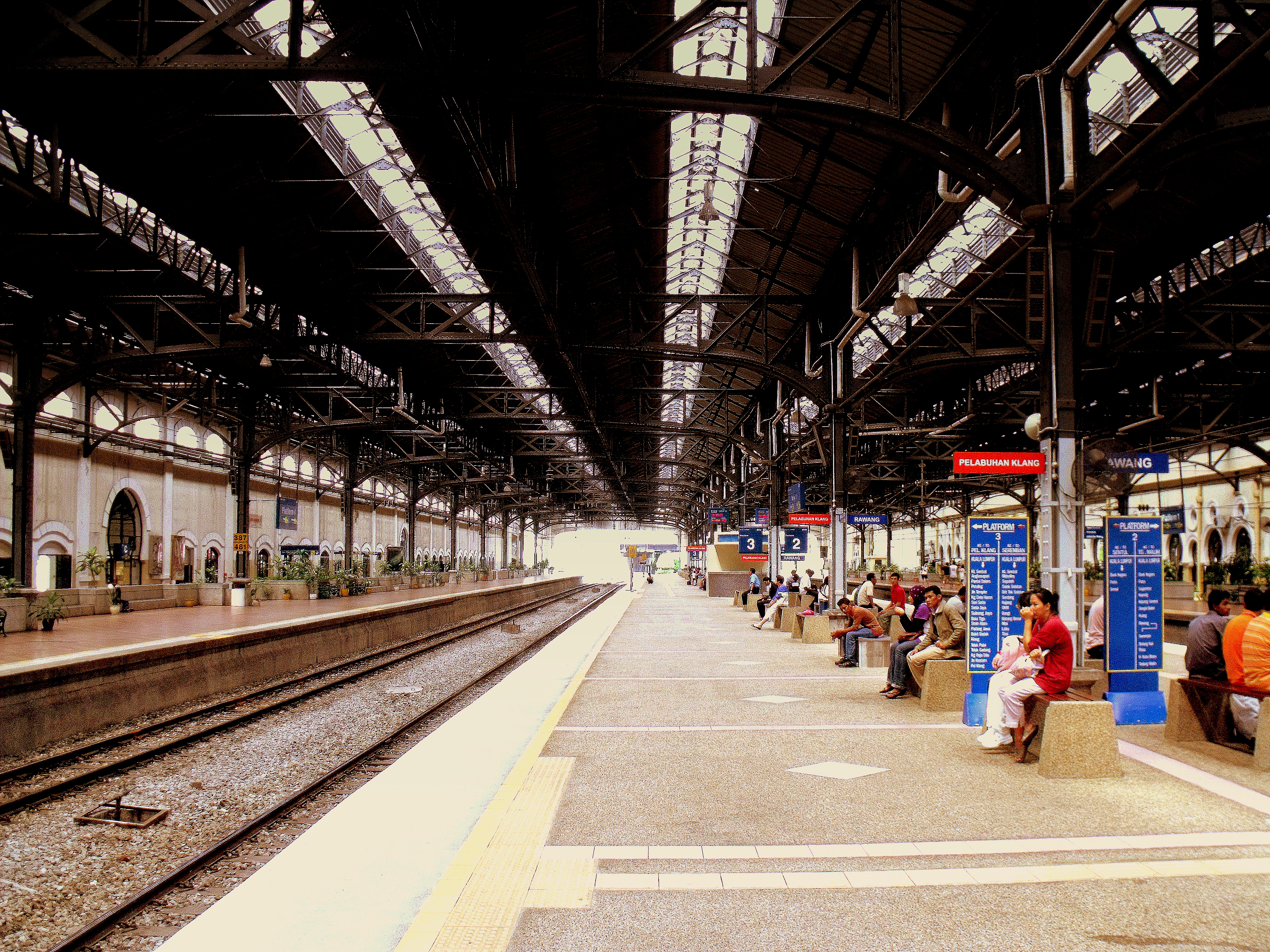
Gare de Kuala Lumpur.